# امضای ویروس (رایانه)
الگوی منحصربه‌فردی از ویروس که به‌وسیلهٔ برنامه‌های ضدویروس برای شناسایی آن‌ها مورد استفاده قرار می‌گیرد.
امضای ویروس علامتی است که ویروس‌ها بر روی برنامه‌ای که به آن‌ها حمله کرده‌اند می‌گذارند تا دیگر به آن حمله نکنند و تنها ویروسی که یک برنامه را چند بار مورد حمله قرار می‌دهد ویروس اورشلیم است.
هر ویروس با یک یا تعداد بیشتری از الگوها، به نام امضا یا سیگنیچر ارائه می‌شود، دنباله‌ای از بایت‌ها که (در حالت مطلوب و خوش‌بینانه) به‌طور خاص و منحصراً، آن ویروس را توصیف می‌کند. گاهی، سیگنیچرها، رشته‌های اسکن نیز نامیده می‌شوند، و لازم نیست رشته‌های ثابتی باشند. برخی از نرم‌افزارهای آنتی‌ویروس، علائم don’t care که wildcard نامیده می‌شوند را نیز پشتیبانی می‌کنند که یک بایت، یا بخشی از یک بایت خاص، یا تعداد صفر یا بیشتر بایت دلخواه را مقایسه می‌کند.
عدم شناسایی امضای ویروس در مقابل آنتی ویروس:
گاه ممکن است یک ویروس در برابر آنتی ویروس ناشناس باشد، اما
آنتی ویروس یک حالت جستجویی دارد که معروف به ابتدایی نیز می
باشد. عکس‌العمل این جستجوی ابتدایی این می‌باشد که رفتارها را
شناسایی کرده و در صورتی که فایل مشکوک باشد آن را به قرنطینه
برده و اخطارهایی را نیز به کاربر صادر می‌کند. نکته جالب این است
که وقتی ویروس ناشناخته به قرنطینه ارسال شده پس متصل شدن
به اینترنت ضد ویروس نمونهٔ ویروس را به شرکت سازندهٔ ضد
ویروس ارسال می‌کند.